# Trimeresurus ayeyarwadyensis
Trimeresurus ayeyarwadyensis — вид отруйних змій родини гадюкових (Viperidae). Описаний у 2023 році.

## Поширення
Ендемік М'янми. Trimeresurus ayeyarwadyensis трапляється в національному парку Хлавга в регіоні Янгон і в районах П'япон і М'яунгмія в регіоні Іраваді. Північна та західна межі його розповсюдження, ймовірно, лежать десь між районами Мяугмія та Патейн в регіоні Іраваді. На півдні може мешкати в мангрових заростях штату Мон.
У районах П'япон і М'яунгмія в регіоні Іраваді змії були знайдені в мангрових лісах, тоді як у парку Хлавга в регіоні Янгон змії були знайдені в лісистих місцях існування навколо озера, яке не пов'язане з жодною системою мангрових заростей.

## Назва
Видовий епітет ayeyarwadyensis відноситься до річки Айяраваді (Іраваді), яка є найбільшою та однією з найважливіших річок М'янми. Річка утворює велику дельту, яка обмежена річкою Патейн на заході та річкою Янгон на сході. Ці річки та пов'язані з ними басейни також позначають крайню західну та крайню східну межі поширення T. ayeyarwadyensis.